# Michael Venezia
Michael Venezia (* 23. Juli 1935 in Brooklyn, New York) ist ein US-amerikanischer Maler.

## Leben
Michael Venezia ist ein abstrakter Maler. In den 1960er Jahren entwickelt Venezia parallel mit den Künstlern aus dem Umfeld der minimal art in New York eine abstrakte, reduzierte Bildsprache. Während viele Kollegen aus seinem direkten künstlerischen Umfeld wie Dan Flavin oder Donald Judd ein vorrangig bildhauerisches Werk weiterentwickeln und damit das Erscheinungsbild der minimal art prägen, arbeitet Venezia kontinuierlich an Gemälden. Neben Malern wie Frank Stella und Robert Ryman gilt Venezia als wichtiger Repräsentant der abstrakten Malerei in New York der 1960er und 1970er Jahre.

In den 1960er Jahren verwendete Venezia Lackspraydosen als Werkzeug für seine Gemälde. So wie Frank Stella industriellen Lack in seinen früheren abstrakten Gemälden verwendete, greift auch Venezia auf Industrielack zurück.
Michael Venezia lebt in Brooklyn, New York und Trevi, Italien.

## Einzelausstellungen (Auswahl)
- 1972: Bykert Gallery, New York
- 1992: Galerie Hans Mayer, Düsseldorf
- 1996: Kunstmuseum Winterthur, Winterthur
- 1997: Westfälischer Kunstverein, Münster
- 2009: Josef Albers Museum, Bottrop
- 2016: Kunstverein Heilbronn, Heilbronn

## Gruppenausstellungen (Auswahl)
- 1974: Works on paper, Museum of Modern Art, New York[4]
- 1998: Dan Flavin, Donald Judd, Michael Venezia, Galerie Rolf Ricke, Köln